# ناغاكوتي
ناغاكوتي  هي مدن اليابان، تتبع آيتشي، بلغ عدد سكانها 59٬532  نسمة، في 2017، تبلغ مساحتها 21٬550٬000 متر مربع.

## معرض صور

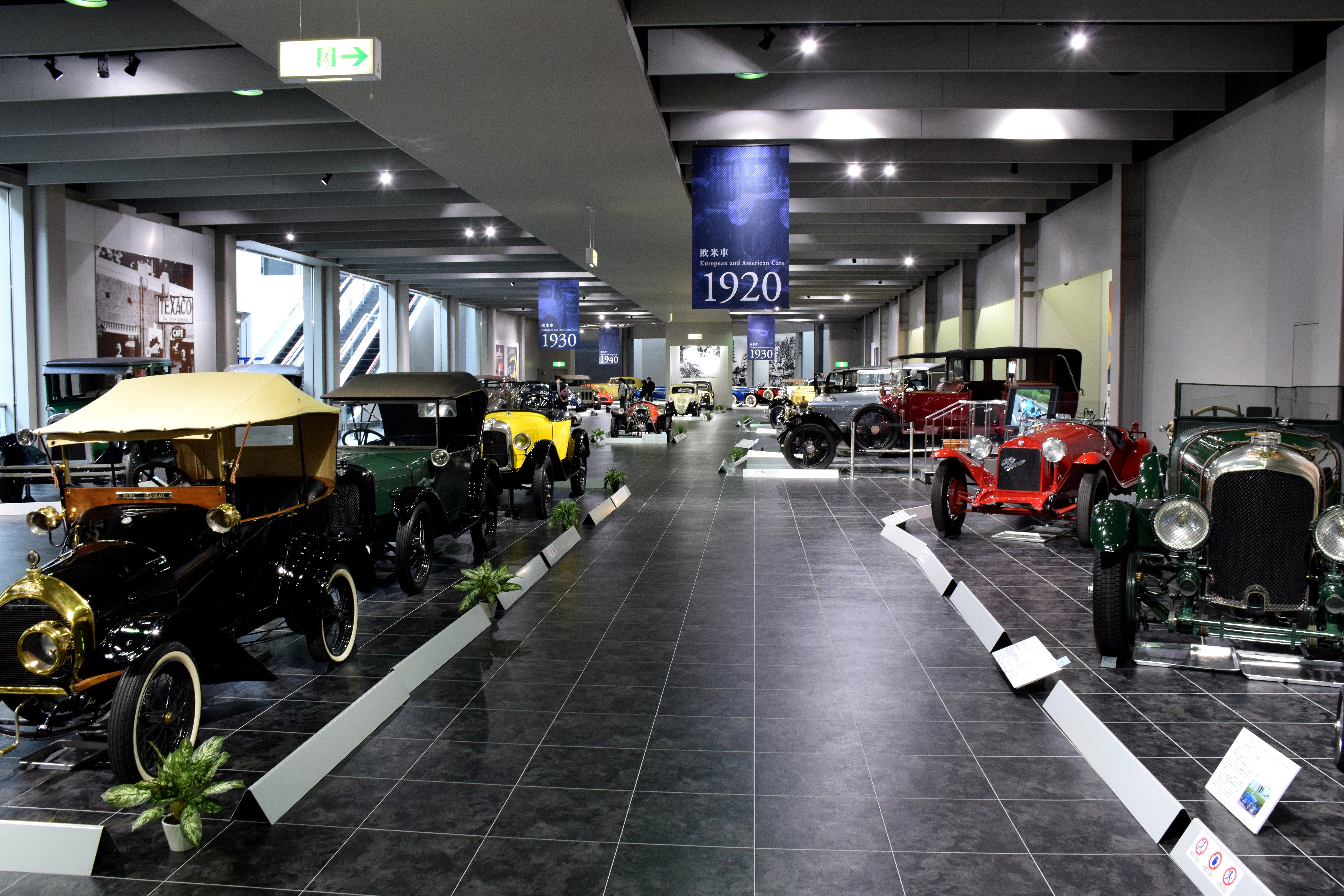
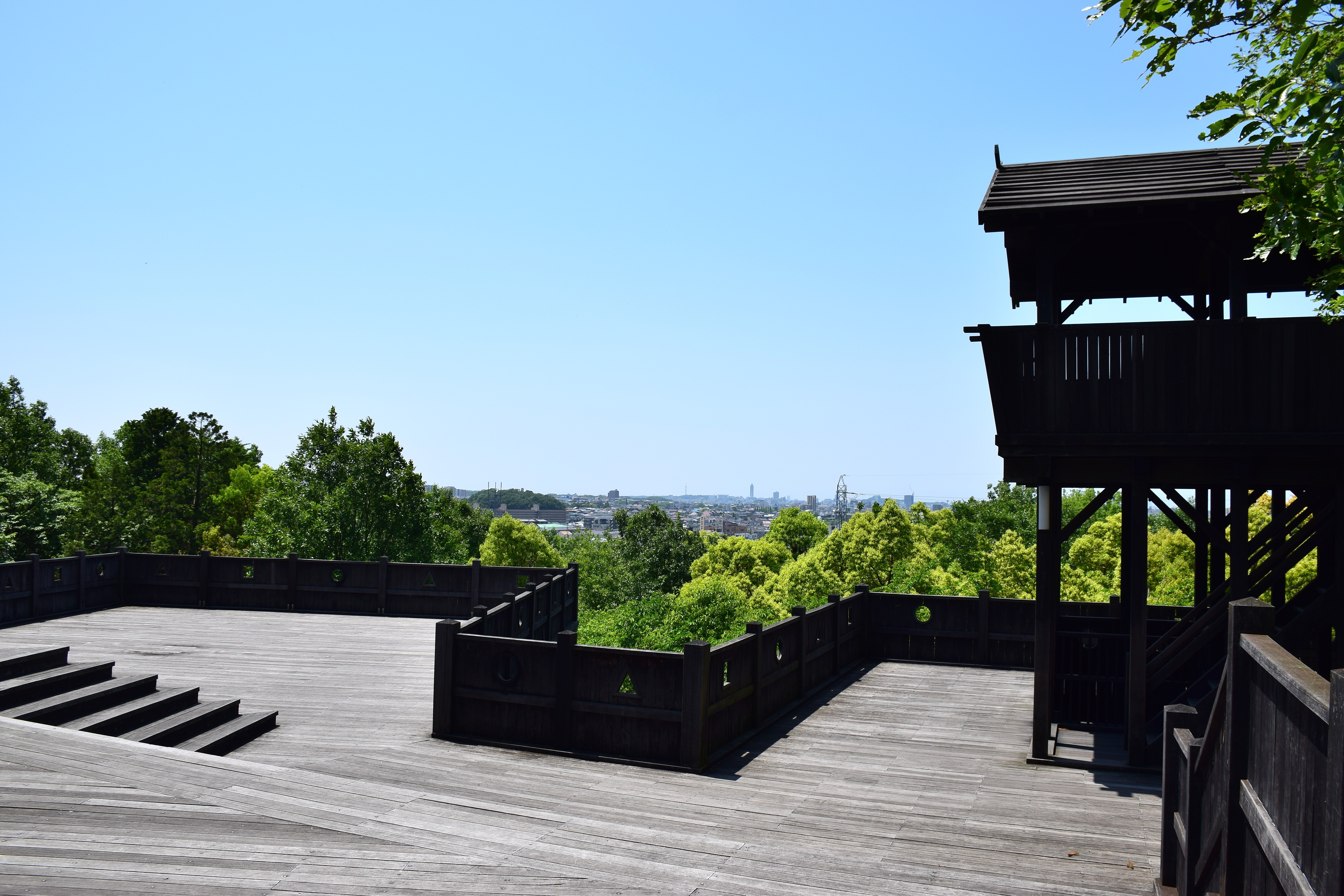
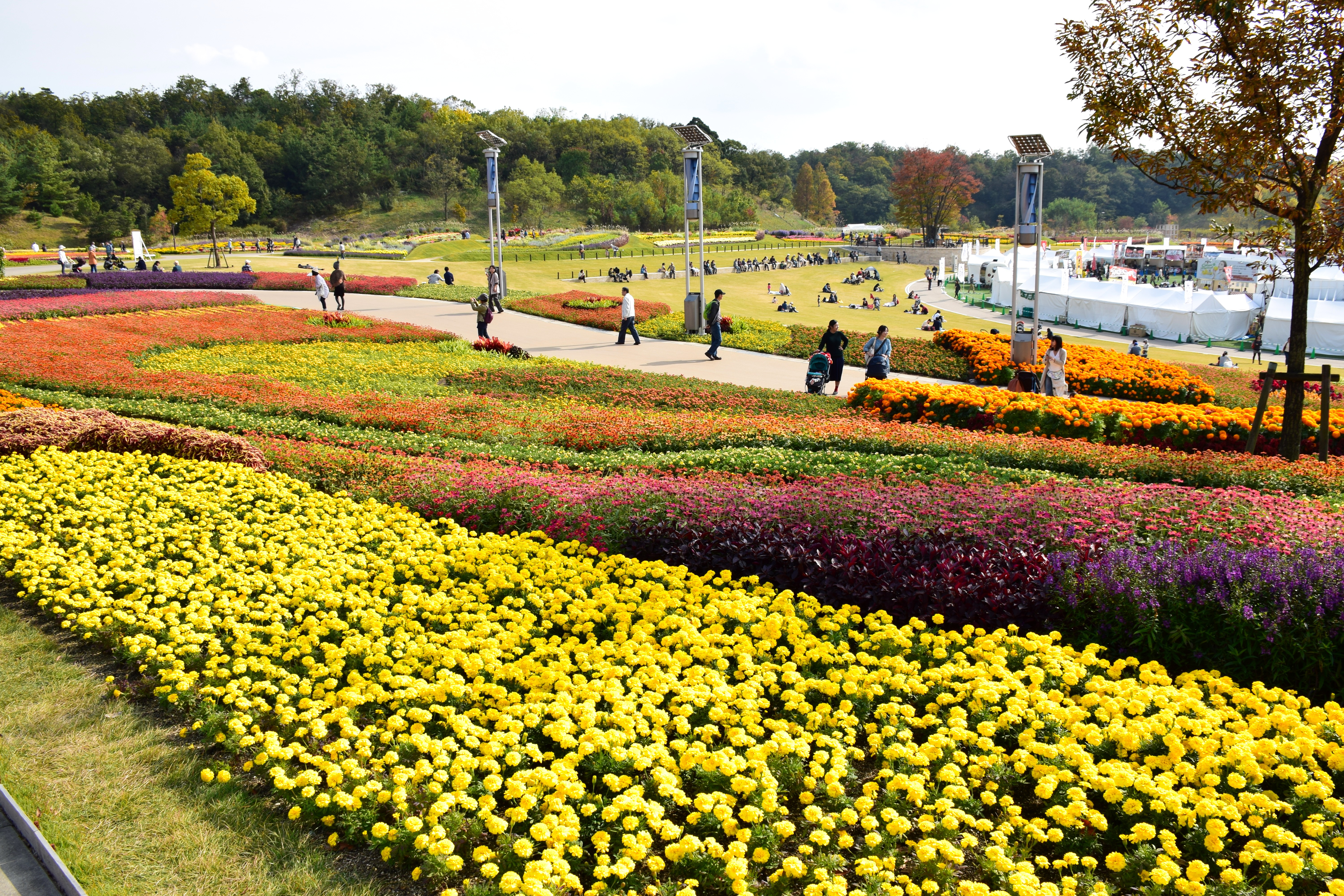

## الموقع
تشترك في الحدود مع:
- نيشين، آيتشي.

## مدن توأم
المدن التوأم:
- واترلو.

## أعلام
- شنتا فوكوشيما